# Koniec sezonu na lody
Koniec sezonu na lody – polski film kryminalny z 1987 roku w reżyserii Sylwestra Szyszko. 
Akcja filmu obejmuje wydarzenia przedstawione w spektaklu Teatru Telewizji z 1972 roku, z cyklu Teatru Sensacji "Kobra" – Amerykańska guma do żucia Pinky i w powieści Jerzego Janickiego pod tym samym tytułem. W adaptacji filmowej wprowadzono odpowiednie zmiany w fabule i obsadzie postaci. Autorem scenariusza zarówno spektaklu, jak i filmu jest Jerzy Janicki.

## Treść
Koniec sezonu wypoczynkowego w bałtyckim kąpielisku Zacisze Morskie przynosi niespodziewane zabójstwo właściciela miejscowej lodziarni wraz z zaginięciem znacznej sumy utargowanych przez niego pieniędzy. Pod nieobecność komendanta śledztwo podejmuje stateczny, choć nękany przez zazdrosną żonę sierżant Rogowski, a później – przysłana z Warszawy energiczna i pewna siebie porucznik Szczęsna. Początkowe tropy prowadzą do kochanki lodziarza – Ilonki, do łazęgi-pijaczka Karasia i młodego lekkoducha Marochy. Gdy jednak u znajomego ofiary odnajduje się cała zaginiona suma z utargu i znika rabunkowy motyw morderstwa, istotne jego przyczyny okazują się inne, a nici śledztwa wiodą w kierunku zupełnie nowych osób.  

## Obsada
- Wojciech Pokora – sierż. Sylwester Rogowski
- Anna Frankowska-Teter – por. Joanna Szczęsna
- Andrzej Szaciłło – Listkowski, właściciel lodziarni
- Monika Orłoś – Ilonka, jego pracownica i kochanka
- Ludwik Benoit – mechanik Maciejewski
- Roman Kłosowski – tragarz Karaś
- Ewa Ziętek – żona Rogowskiego
- Henryk Bista – Drabik, sąsiad Listkowskiego
- Hanna Dunowska – Henia Drabikówna, urzędniczka poczty
- Maria Mielnikow-Krawczyk – Basia, urzędniczka poczty
- Jerzy Łapiński – fotograf Majka
- Waldemar Kownacki – Józek Marocha, chłopak H. Drabikówny
- Gustaw Lutkiewicz – Dojnarowicz, właściciel ikon
- Joanna Bogacka – kustosz Marylka Kolska
- Leon Niemczyk – przyjaciel Listkowskiego
- Borys Marynowski – dyrektor stadniny
- Jerzy Złotnicki – trener Szczęsnej
- Lech Sołuba – milicjant

## Zdjęcia
- Ustronie Morskie